# Stilpnus pavoniae
Stilpnus pavoniae är en stekelart som först beskrevs av Giovanni Antonio Scopoli 1763.  Stilpnus pavoniae ingår i släktet Stilpnus och familjen brokparasitsteklar. Arten är reproducerande i Sverige. Inga underarter finns listade i Catalogue of Life.